# سايمور هيكس
سايمور هيكس (بالإنجليزية: Seymour Hicks)‏ (و. 1871 – 1949 م) هو منتج أفلام، وكاتب مسرحي، وكاتب سيناريو، ومخرج أفلام، وممثل مسرحي بريطاني، ولد في ساينت هيلير، توفي في هامبشاير، عن عمر يناهز 78 عاماً.

## جوائز
حصل على جوائز منها:
- لقب فارس.

## وصلات خارجية
- سايمور هيكس على موقع IMDb (الإنجليزية)
- سايمور هيكس على موقع الموسوعة البريطانية (الإنجليزية)
- سايمور هيكس على موقع ألو سيني (الفرنسية)
- سايمور هيكس على موقع أول موفي (الإنجليزية)
- سايمور هيكس على موقع قاعدة بيانات برودواي على الإنترنت (الإنجليزية)
- سايمور هيكس على موقع قاعدة بيانات الأفلام السويدية (السويدية)
- سايمور هيكس على موقع قاعدة بيانات الفيلم (الإنجليزية)
- سايمور هيكس على موقع كينوبويسك (الروسية)